# Renderman
RenderMan är ett 3D-renderingsverktyg utvecklat av den amerikanska animationsstudion Pixar Animation Studios. Renderman kan användas i många 3D-grafikprogram på marknaden. Pixar använder Renderman i sina renderingar av sina egna projekt, men det licensieras även ut till andra användare. Sedan 2015 är Renderman även tillgängligt fritt för användning i icke-kommersiella projekt.